# Burg Biesendorf
Die Burg Biesendorf ist eine abgegangene Höhenburg auf einem „Burgstall“ genannten Sporn etwa 750 Meter von Biesendorf, einem heutigen Stadtteil von Engen im Landkreis Konstanz in Baden-Württemberg.
Von der ehemaligen Burganlage ist nichts erhalten.
Hinweis: Biesendorf gehörte spätestens seit dem 14. Jahrhundert zur Herrschaft Hewen und zum späteren Obervogteiamt Engen.